# Saida Gunba
Saida Gunba (georgisch საიდა გუმბა; russisch Саида Гунба; * 30. August 1959 in Sochumi, Abchasische Sozialistische Sowjetrepublik, Georgische SSR, UdSSR; † 24. November 2018 in Pizunda) war eine sowjetische Speerwerferin.
Bei den Olympischen Spielen 1980 in Moskau gewann sie, für die Sowjetunion startend, die Silbermedaille im Speerwurf. Mit einer Weite von 67,76 m musste sie sich nur der Kubanerin María Caridad Colón geschlagen geben und verwies Ute Hommola aus der DDR auf Rang drei.
Saida Gunba war 1,68 m groß und wog in ihrer aktiven Zeit 74 kg.

## Bestleistungen
- Speerwurf: 68,28 m, 5. Juli 1980, Moskau